# راي كراش كوريغان
راي كراش كوريغان (بالإنجليزية: Ray "Crash" Corrigan)‏ مواليد 14 فبراير 1902 في ميلواكي، الولايات المتحدة - الوفاة 10 أغسطس 1976 في بروكينغز، الولايات المتحدة، هو ممثل أمريكي بدأ مسيرته الفنية سنة 1932. امتدت مسيرته الفنية لأكثر من 26 عاما. من أعماله تمرد على السفينة باونتي.

## روابط خارجية
- راي كراش كوريغان على موقع IMDb (الإنجليزية)
- راي كراش كوريغان على موقع ألو سيني (الفرنسية)
- راي كراش كوريغان على موقع أول موفي (الإنجليزية)
- راي كراش كوريغان على موقع قاعدة بيانات الأفلام السويدية (السويدية)
- راي كراش كوريغان على موقع إن إن دي بي (الإنجليزية)
- راي كراش كوريغان على موقع قاعدة بيانات الفيلم (الإنجليزية)
- راي كراش كوريغان على موقع كينوبويسك (الروسية)